# مایلز برک
مایلز برک (انگلیسی: Miles Burke; ۱۵ ژانویهٔ ۱۸۸۵ – ۲۵ دسامبر ۱۹۲۸) بوکسور اهل ایالات متحده آمریکا بود.